# 永靖县
永靖县是中华人民共和国甘肃省临夏回族自治州下属的一个县。

## 行政区划
永靖县下辖10个镇、7个乡：
刘家峡镇、盐锅峡镇、太极镇、西河镇、三塬镇、岘塬镇、陈井镇、川城镇、王台镇、红泉镇、关山乡、徐顶乡、三条岘乡、坪沟乡、新寺乡、小岭乡和杨塔乡。

## 交通
- 213国道过境。
- 刘家峡专用铁路，即将利用其建黄河三峡观光小火车。[3]

## 国家地质公园
甘肃刘家峡恐龙国家地质公园位于永靖县盐锅峡水库库区(现称太极湖)北岸。公园占地面积15平方公里,包括水面1.8平方公里,地质公园以成群的恐龙足印为主体。 